# Siberian Meat Grinder
Siberian Meat Grinder est un groupe russe de punk hardcore, originaire de Moscou.

## Histoire
Les membres de ce groupe formé en 2011 sont originaires de différentes régions de Russie, et se sont retrouvés à Moscou. Le groupe joue du metal, mais se sent appartenir à la scène punk/hardcore. Les membres étaient déjà actifs à Moscou dans d'autres groupes comme What We Feel (punk hardcore), Razor Bois (oi!) et Moscow Death Brigade (hip-hop). Plusieurs membres du groupe sont issus de la scène graffiti, ce qui se traduit entre autres par des artworks du groupe axés sur le graffiti, de nombreuses scènes de graffiti dans les vidéos et une apparence extérieure très stylée.
En Allemagne, le groupe est surtout connu pour ses concerts. Les tournées européennes passent de préférence par des centres de jeunes, des squats et d'autres lieux de rencontre de la scène de gauche. Le groupe s'est produit aux festivals Brutal Assault, With Full Force, Groezrock, Pod Parou, Fluff Fest ou Resist to Exist et est parti en tournée avec Terror, Sick of It All, Nasty, Deez Nuts ou Pennywise.
Les vidéos et l'artwork du groupe jouent un rôle important dès le début. Outre les membres du groupe, d'autres artistes russes ont régulièrement travaillé pour le groupe. L'artwork tourne justement autour du Bear Tsar - le souverain de l'enfer sibérien et une sorte de mascotte du groupe. Le groupe affirme l'avoir fait avant tout pour des raisons de style. D'une part parce que les super-héros masqués les fascinent depuis l'enfance, mais d'autre part aussi en tant que contre-indication visible au dévoilement de soi via les médias sociaux. Depuis 2013, ces tournées ont lieu chaque année. Le groupe se considère comme faisant partie du mouvement DIY, publie sur son propre label de disques Siberian Metal Works, et réserve également lui-même ses propres tournées. Selon le chanteur Vladimir, l'obtention de visas pour l'Union européenne pour les six membres du groupe constitue un problème majeur.
Les tournées ont permis au groupe de se faire connaître sur la scène internationale. Destiny Records signe SMG. Vinnie Stigma d'Agnostic Front apparaît dans leur vidéo de Walking Tall.
Le groupe est créé à l'origine par ses membres comme un projet parallèle à leurs autres groupes et adopte une approche plus ouverte. Chez SMG, les textes sont moins politiques que chez Moscow Death Brigade, par exemple. Le style musical est plus varié. Outre le thrash metal, qui constitue l'ossature de la plupart des chansons, le groupe est aussi influencé par le hip-hop, le stoner rock et le ska.

## Discographie
- 2011 : Hail to the Tsar (single et EP sorti en 2012, Siberian Metal Works)
- 2013 : Versus the World (EP, Siberian Metal Works)
- 2014 : Fire in the Heart (collaboration)
- 2015 : Siberian Meat Grinder (LP, Dirty Six Records, Destiny Records)
- 2017 : Metal Bear Stomp (LP, Destiny Records)
- 2022 : Join the Bear Cult (album, Destiny Records)